# Trogulus aquaticus
Espèce
Synonymes
- Metopoctea exarata Simon, 1879

Trogulus aquaticus est une espèce d'opilions dyspnois de la famille des Trogulidae.

## Distribution
Cette espèce est endémique de Corse en France.

## Description
Le syntype mesure 12 mm.
Les mâles mesurent de 9,45 à 13,1 mm et les femelles de 11,2 à 14,1 mm.

## Systématique et taxinomie
Cette espèce a été décrite par Simon en 1879.
Metopoctea exarata a été placé en synonymie par Schönhofer en 2013.

## Publication originale
- Simon, 1879 : « Les Ordres des Chernetes, Scorpiones et Opiliones. » Les Arachnides de France, vol. 7, p. 1-332.